# Weißhaus (Dinkelsbühl)
Weißhaus ist ein Gemeindeteil der Großen Kreisstadt Dinkelsbühl im Landkreis Ansbach (Mittelfranken, Bayern). Weißhaus liegt in der Gemarkung Dinkelsbühl.

## Geographie
Die Einöde liegt etwa zweieinhalb Kilometer östlich der Stadtmitte Dinkelsbühls, etwa in der Mitte zwischen dem östlichen Stadtrand und dem Gemeindeteil Botzenweiler, wenige Schritte nördlich der Staatsstraße 2218. Der Ort ist fast völlig von Weihern umgeben. Die meisten davon, auch der größte, der Weißhausweiher jenseits der Staatsstraße, werden vom Ölgraben gespeist, der im Südosten nahe Lohmühle bei Neustädtlein als linker Zufluss in die Wörnitz mündet, begleitet von einer dichten Kette von Stillgewässern aus Richtung Karlsholz im Nordosten. Ein Anliegerweg führt zur Staatsstraße 2218, die nach Dinkelsbühl bzw. an Sinbronn vorbei nach Wittelshofen führt.

## Geschichte
Die Fraisch über Weißhaus war strittig zwischen dem ansbachischen Oberamt Wassertrüdingen, dem oettingen-spielbergischen Oberamt Dürrwangen und der Reichsstadt Dinkelsbühl. Gegen Ende des 18. Jahrhunderts bestand der Ort aus drei Häusern. Alleiniger Grundherr war die Reichsstadt Dinkelsbühl. Von 1797 bis 1808 unterstand der Ort dem Justiz- und Kammeramt Wassertrüdingen.
Infolge des Gemeindeedikts wurde Weißhaus dem 1809 gebildeten Steuerdistrikt und der im selben Jahr gebildeten Munizipalgemeinde Dinkelsbühl zugeordnet.
Eine von 1830 bis 1840 gebräuchliche Bezeichnung für den Ort war „Das weiße Haus“.

## Einwohnerentwicklung
| Jahr      | 001818 | 001840 | 001871 | 001885 | 001900 | 001925 | 001950 | 001961 | 001970 | 001987 |
| Einwohner | 20     | 10     | 24     | 12     | 11     | 4      | 5      | 8      | 10     | 9      |
| Häuser    | 4      | 2      |        | 4      | 3      | 1      | 1      | 2      |        | 2      |
| Quelle    | [ 11 ] | [ 12 ] | [ 13 ] | [ 14 ] | [ 15 ] | [ 16 ] | [ 17 ] | [ 18 ] | [ 19 ] | [ 1 ]  |

## Religion
Der Ort ist evangelisch-lutherisch geprägt und bis heute nach St. Peter (Sinbronn) gepfarrt. Die Katholiken sind nach St. Georg (Dinkelsbühl) gepfarrt.